# 两当文庙
两当文庙大殿，位于中国甘肃省两当县，为一个省级文物保护单位，类型为古建筑。
两当文庙大殿的历史年代为明代。